# Азијска рукометна федерација
Азијска рукометна федерација (АХФ) (енгл. Asian Handball Federation) је континентална кровна организација за рукометне савезе у Азији. Она се данас састоји од 36 чланица федерације. Седиште АХФ је у Кувајту. АХФ је члан Међународне рукометне федерације ИХФ.
Извршни директор АХФ је Ахмеда Абу Ал Лаил.

## Историја
Шеик Фахад Ал Ахмед Ал-Џабер Ал-Сабах, представник кувајтске делегације на 7. Азијским играма 1974. у Техерану, предложио је признавање рукомета од стране Извршног комитета Азијских игара и успостављање рукометне федерације.
Рукомет је 26. августа 1974. признат као 19 спорт који ће имати организацију на континаталном нивоу. Формирањем АХФ одлучено је да први председник буде шеик Фахад Ал Ахмед Ал-Џабер Ал-Сабах.
У тренутку оснивања федерацију је чинило 14 националних савеза.

## Такмичења у организацији АХФ

### Национална
- Азијско првенство у рукомету за мушкарце
- Азијско првенство у рукомету за жене
- Азијско првенство у рукомету за јуниоре
- Азијско првенство у рукомету за јуниорке
- Азијско првенство у рукомету за младе, мушкарци
- Азијско првенство у рукомету за младе, жене
- Рукомет на азијским играма

### Клупска
- АХФ лига шампиона

### Рукомет на песку
- Азијско првенство у рукомету на песку
- Азијско првенство у рукомету на песку за жене

## Чланице АХФ-а
Стање јануар 2011. (36 чланица)
| Код | Држава            | Савез                                       |
| --- | ----------------- | ------------------------------------------- |
| AFG | Авганистан        | Рукометни савез Авганистана                 |
| BHR | Бахреин           | Рукометни савез Бахреина                    |
| BGD | Бангладеш         | Рукометни савез Бангладеша                  |
| CHN | Кина              | Рукометни савез Кине                        |
| HKG | Хонгконг          | Рукометни савез Хонгконга                   |
| IND | Индија            | Рукометни савез Индија                      |
| INA | Индонезија        | Рукометни савез Индонезије                  |
| IRI | Иран              | Рукометни савез Ирана                       |
| IRQ | Ирак              | Рукометни савез Ирака                       |
| JOR | Јордан            | Рукометни савез Јордана                     |
| JPN | Јапан             | Рукометни савез Јапана                      |
| KAZ | Казахстан         | Рукометни савез Казахастана                 |
| KGZ | Киргистан         | Рукометни савез Киргистана                  |
| KOR | Јужна Кореја      | Рукометни савез Јужне Кореје                |
| KSA | Саудијска Арабија | Рукометни савез Саудијске Арабије           |
| KUW | Кувајт            | Рукометни савез Кувајт                      |
| LBN | Либан             | Рукометни савез Либана                      |
| MAC | Макао             | Рукометни савез Макаоа                      |
| MYS | Малезија          | Рукометни савез Малезије                    |
| MGL | Монголија         | Рукометни савез Монголије                   |
| NEP | Непал             | Рукометни савез Непал                       |
| OMN | Оман              | Рукометни савез Омана                       |
| PAK | Пакистан          | Рукометни савез Пакистана                   |
| PLE | Палестина         | Рукометни савез Палестине                   |
| PHI | Филипини          | Рукометни савез Филипина                    |
| PRK | Северна Кореја    | Рукометни савез Северне Кореје              |
| QAT | Катар             | Рукометни савез Катара                      |
| SYR | Сирија            | Рукометни савез Сирије                      |
| THA | Тајланд           | Рукометни савез Тајланда                    |
| TJK | Таџикистан        | Рукометни савез Таџикистена                 |
| TKM | Туркменистан      | Рукометни савез Туркместана                 |
| TPE | Кинески Тајпеј    | Рукометни савез Кинеског Тајпеја            |
| UAE | УАЕ               | Рукометни савез Уједињених Арапских Емирата |
| UZB | Узбекистан        | Рукометни савез Узбекистана                 |
| VIE | Вијетнам          | Рукометни савез Вијетнама                   |
| YEM | Јемен             | Рукометни савез Јемена                      |